# Докшицер, Юрий Львович
Юрий Львович Докшицер (2 июня 1951, Рига, Латвийская ССР, СССР) — советский и российский физик-теоретик.
Окончил физический факультет ЛГУ (1974).
Работал в Институте ядерной физики (ПИЯФ), филиале Курчатовского института, в Гатчине под Санкт-Петербургом. Проводил исследования в CNRS в Laboratoire de Physique Théorique et Hautes Energies (LPTHE) в Университете Парижа VI в Париже (а также был в Университете Париж-Юг в Орсе).
В 1990-х годах он также работал в отделении итальянского института ядерных исследований Istituto Nazionale di Fisica Nucleare (INFN) при Миланском университете, а также в ПИЯФ.
Докшицер занимается квантовой хромодинамикой возмущений (КХД). Он один из авторов ДГЛАП уравнений (вместе с Грибовым, Липатовым, Альтарелли и Паризи), Уравнения ДГЛАП являются фундаментальными эволюционными уравнениями для партонных структурных функций адронов в КХД и играют важную роль в расчётах процессов высокоэнергетического рассеяния адронов, таких как процессы глубоконеупругого рассеяния, которые обычно выполняются на крупных ускорителях, таких как Hera (DESY), БАК (ЦЕРН). Докшицер вместе с Липатовым входил в группу Грибова в ПИЯФ в Ленинграде.
В 1978 году защитил кандидатскую диссертацию «Глубоко неупругие процессы и аннигиляция е⁺е⁻ в квантовой хромодинамике», выполненную под руководством А. А. Ансельма.
В 1989 году должен был защитить докторскую диссертацию «Жесткие процессы множественного образования адронов в квантовой хромодинамике».
Отредактировал несколько томов лекций Грибова.
В 2015 году получил Премию по физике высоких энергий и элементарных частиц «За развитие вероятностного теоретико-полевого подхода к динамике кварков и глюонов, дающего возможность количественного описания столкновений при высоких энергиях с участием адронов».
Индекс Хирша - 50.